# Bernhard von Nassau-Beilstein
Bernhard von Nassau-Beilstein (* um 1479/1485 in Liebenscheid; † 10. Mai 1556 ebenda) war von Mai 1499 bis zu seinem Lebensende Mitregent der Grafschaft Nassau-Beilstein. Zugleich war er Landdroste des Herzogtums Westfalen.

## Leben
Bernhard wurde als dritter Sohn des Grafen Heinrich IV. von Nassau-Beilstein (1449–1499) und dessen Frau Eva von Sayn-Hachenburg (1455–um 1525) geboren. Nach dem Ableben seines Vaters 1499 teilten seine Söhne die Grafschaft Nassau-Beilstein. Die Teilungsvereinbarungen, die die Brüder hierüber schlossen, sind jedoch nicht mehr überliefert. Nach dem Tod seines ältesten Bruders Johann II. meldete Bernhard Ansprüche an dessen Erbe an. Johann hatte seinen gleichnamigen Sohn Johann III. als Haupterben bestimmt. Bernhard erhielt jedoch aus den Kurkölner Pfandschaften das Herrschaft Lahr und einige Gefälle aus dem Amt Altenwied als Entschädigung. Mit der Ablösung der Pfandschaften 1533 durch Kurköln kam es zu einer neuen Teilung. Bernhard erhielt nun die Burg Liebenscheid und Gefälle in der Herrschaft zum Westerwald als Eigentum.
Bernhard trat in die Dienste von Kurköln und wurde wahrscheinlich vor 1542 Drost im Herzogtum Westfalen.  Während der Auseinandersetzungen zwischen Kurköln und den Grafen von Waldeck um die Aufhebung des Klosters Flechtdorf nach der Einführung der Reformation in Waldeck fiel Bernhard im Oktober 1546 in die Grafschaft ein, plünderte das Kloster und raubte dabei Urkunden, fast die gesamte Bibliothek (über 100 Bücher) und das meiste liturgisches Gerät.
Ab 1550 war er zugleich Hofmeister des Erzbischofs Adolf III. von Köln. Am 28. Juli 1550 geriet er anlässlich eines Hoffestes in Köln in einen Streit mit Graf Hermann von Neuenahr (1520–1578), der nach langwierigen Vermittlungen erst am 8. November 1550 beigelegt wurde. Aufgrund seiner Kurkölner Ämter war Bernhard ein gesuchter Vermittler bei Verträgen, Bündnissen und Eheabreden. Zeitweilig regierte er auch die Grafschaft Sayn als Vormund der minderjährigen Kinder Johanns von Sayn.
Bernhard starb unvermählt am 10. Mai 1556 auf seiner Burg Liebenscheid im Westerwald. Mit seinem Testament hatte er seinen Neffen Johann III. von Nassau-Beilstein als Alleinerben eingesetzt. Dieser konnte damit wieder alle Gebiete der Grafschaft vereinigen.